# Santa María del Arroyo
Santa María del Arroyo è un comune spagnolo di 132 abitanti situato nella comunità autonoma di Castiglia e León. Nelle vicinanze dell'abitato è stata trovata una necropoli romana di età tardo-imperiale.